# 沉寂的星球
《沉寂的星球》（英語：Out of the Silent Planet）是C·S·刘易斯创作的科幻小说三部曲《空间三部曲》的第一部，另两部是《皮尔兰德拉星》和《黑暗之劫》。该三部曲受到了大卫·林赛《大角星之旅》的启发。
根据A·N·威尔逊的传记，刘易斯是在与J·R·R·托尔金进行了谈话后创作的这部小说，那次谈话中他们对当代小说的状态大发感慨。他们同意刘易斯将创作一部空间旅行小说，而托尔金则写一部时间旅行小说。托尔金的故事只留下一些片段，收录在克里斯托弗所编的《失落之道及其他著述》中。